# آلخاندرو فایا
 آلخاندرو فایا (انگلیسی: Alejandro Falla؛ زاده ۱۴ نوامبر ۱۹۸۳) یک تنیس‌باز اهل کلمبیا است.